# Sarcolobus beccarii
Sarcolobus beccarii är en oleanderväxtart som beskrevs av Otto Warburg. Sarcolobus beccarii ingår i släktet Sarcolobus och familjen oleanderväxter. Inga underarter finns listade i Catalogue of Life.